# عبد العزيز السقاف
البروفسور عبد العزيز السقاف (24 أكتوبر 1954–2 يونيو 1999) كان صحفي وناشط في حقوق الإنسان واقتصادي. مؤسس ورئيس تحرير صحيفة «يمن تايمز» أول صحيفة ناطقة باللغة الإنجليزية في اليمن.
حصل على درجة الدكتوراه في عام 1979 من كلية فليتشر للقانون والدبلوماسية، ميدفورد، ماساشوستس.
أنتخب في الجمعية العمومية الأولى للمنظمة العربية لحقوق الإنسان (الخرطوم – 1983) لعضوية مجلس أمناء المنظمة، توفي في حادث مروري في صنعاء عام 1999،حاز على عدة جوائز تقديرية آخرها جائزة مؤتمر النشر في الشرق الأوسط الذي انعقد في مدينة دبي بالإمارات العربية المتحدة.

## الارتباطات الخارجية
- إصدار «صحيفة يمن تايمز» مكرسة للدكتور السقاف (يتضمن السيرة الذاتية والمعلومات الأخرى)
- يمن تايمز
- نعي من باب ال